# Campeonato Mundial de Atletismo de 2015 - 5000 m masculino
A prova dos 5000 metros masculino do Campeonato Mundial de Atletismo de 2015 foi disputada entre 26 e 29 de agosto no Estádio Nacional de Pequim, em Pequim.

## Recordes
Antes desta competição, os recordes mundiais e do campeonato nesta prova eram os seguintes:
| Tipo                  | Atleta          | Tempo    | Local       | Data                 | Ref |
| --------------------- | --------------- | -------- | ----------- | -------------------- | --- |
|                       | Kenenisa Bekele | 12:37:35 | Hengelo     | 31 de maio de 2004   | ver |
| Recorde do campeonato | Eliud Kipchoge  | 12:52:79 | Saint-Denis | 31 de agosto de 2003 | ver |

## Medalhas
| Ouro           | Prata                       | Bronze                |
| Mo Farah (GBR) | Caleb Mwangangi Ndiku (KEN) | Hagos Gebrhiwet (ETH) |

## Cronograma
Todos os horários são locais (UTC+8).
| Data         | Hora  | Evento        |
| ------------ | ----- | ------------- |
| 26 de agosto | 9:35  | Eliminatórias |
| 29 de agosto | 19:30 | Final         |

## Resultados

### Eliminatórias
Qualificação: Os 5 de cada bateria (Q) e os 5 melhores tempos  (q) avançam para a semifinal. 
| Classificação | Bateria | Atleta                 | Nacionalidade  | Tempo    | Notas |
| ------------- | ------- | ---------------------- | -------------- | -------- | ----- |
| 1             | 2       | Yomif Kejelcha         | Etiópia        | 13:19,38 | Q     |
| 2             | 2       | Mo Farah               | Grã-Bretanha   | 13:19,44 | Q     |
| 3             | 2       | Mohammed Ahmed         | Canadá         | 13:19,58 | Q, SB |
| 4             | 2       | Caleb Mwangangi Ndiku  | Quênia         | 13:19,58 | Q, SB |
| 5             | 2       | Albert Kibichii Rop    | Bahrein        | 13:19,61 | Q     |
| 6             | 2       | Ryan Hill              | Estados Unidos | 13:19,67 | q     |
| 7             | 2       | Richard Ringer         | Alemanha       | 13:19,84 | q     |
| 8             | 2       | Galen Rupp             | Estados Unidos | 13:20,78 | q     |
| 9             | 2       | Ali Kaya               | Turquia        | 13:21,46 | q     |
| 10            | 2       | Isiah Koech            | Quênia         | 13:23,51 | q     |
| 11            | 2       | Aron Kifle             | Eritreia       | 13:25,85 |       |
| 12            | 2       | Phillip Kipyeko        | Uganda         | 13:26,20 |       |
| 13            | 2       | Illias Fifa            | Espanha        | 13:28,29 |       |
| 14            | 2       | Hayle Ibrahimov        | Azerbaijão     | 13:28,77 |       |
| 15            | 2       | Collis Birmingham      | Austrália      | 13:34,58 |       |
| 16            | 1       | Hagos Gebrhiwet        | Etiópia        | 13:45,00 | Q     |
| 17            | 1       | Ben True               | Estados Unidos | 13:45,09 | Q     |
| 18            | 1       | Edwin Soi              | Quênia         | 13:45,28 | Q     |
| 19            | 1       | Tom Farrell            | Grã-Bretanha   | 13:45,29 | Q     |
| 20            | 1       | Imane Merga            | Etiópia        | 13:45,41 | Q     |
| 21            | 1       | Abrar Osman            | Eritreia       | 13:45,55 |       |
| 22            | 1       | Suguru Osako           | Japão          | 13:45,82 |       |
| 23            | 1       | Emmanuel Kipsang       | Quênia         | 13:46,43 |       |
| 24            | 1       | Cameron Levins         | Canadá         | 13:48,72 |       |
| 25            | 1       | Brett Robinson         | Austrália      | 13:49,63 |       |
| 26            | 2       | Jesús España           | Espanha        | 13:51,47 |       |
| 27            | 1       | Alemayehu Bezabeh      | Espanha        | 13:54,13 |       |
| 28            | 1       | Dennis Licht           | Países Baixos  | 13:57,61 |       |
| 29            | 1       | Othmane El Goumri      | Marrocos       | 13:58,06 |       |
| 30            | 1       | Sindre Buraas          | Noruega        | 13:59,07 |       |
| 31            | 1       | Kemoy Campbell         | Jamaica        | 14:00,55 |       |
| 32            | 2       | Kota Murayama          | Japão          | 14:07,11 |       |
| 33            | 1       | Aweke Ayalew           | Bahrein        | 14:07,18 |       |
| 34            | 2       | Duo Bujie              | China          | 14:07,35 |       |
| 35            | 1       | Félicien Muhitira      | Ruanda         | 14:11,12 | PB    |
| 36            | 1       | Víctor Aravena         | Chile          | 14:29,34 |       |
| 37            | 1       | Stuart Banda           | Malawi         | 14:49,31 | PB    |
| 38            | 2       | Suleiman Abdille Borai | Somália        | 15:26,65 | PB    |
| 39            | 2       | Abdullah Al-Qwabani    | Iêmen          | 16:02,55 | PB    |
|               | 2       | Younes Essalhi         | Marrocos       | DNF      |       |
|               | 1       | Bashir Abdi            | Bélgica        | DNS      |       |

### Final
A final ocorreu às 19:30.
| Classificação     | Atleta                | Nacionalidade  | Tempo    | Notas |
| ----------------- | --------------------- | -------------- | -------- | ----- |
| Medalha de ouro   | Mo Farah              | Grã-Bretanha   | 13:50,38 |       |
| Medalha de prata  | Caleb Mwangangi Ndiku | Quênia         | 13:51,75 |       |
| Medalha de bronze | Hagos Gebrhiwet       | Etiópia        | 13:51,86 |       |
| 4                 | Yomif Kejelcha        | Etiópia        | 13:52,43 |       |
| 5                 | Galen Rupp            | Estados Unidos | 13:53,90 |       |
| 6                 | Ben True              | Estados Unidos | 13:54,07 |       |
| 7                 | Ryan Hill             | Estados Unidos | 13:55,10 |       |
| 8                 | Isiah Koech           | Quênia         | 13:55,98 |       |
| 9                 | Ali Kaya              | Turquia        | 13:56,51 |       |
| 10                | Edwin Soi             | Quênia         | 13:59,02 |       |
| 11                | Albert Kibichii Rop   | Bahrein        | 14:00,12 |       |
| 12                | Mohammed Ahmed        | Canadá         | 14:00,38 |       |
| 13                | Imane Merga           | Etiópia        | 14:01,60 |       |
| 14                | Richard Ringer        | Alemanha       | 14:03,72 |       |
| 15                | Tom Farrell           | Grã-Bretanha   | 14:08,87 |       |

Legenda
| Recorde mundial       | Recorde mundial (World record)               |                       | Recorde africano                      | Recorde africano (African) |                                           | Q | Classificado por posição (Qualified) |
| Recorde do campeonato | Recorde do campeonato (Championship record)  | Recorde da América    | Recorde da América (Americas)         | q                          | Classificado por melhor tempo (Qualified) |   |                                      |
| Melhor marca do ano   | Melhor marca do ano (World leading)          | Recorde asiático      | Recorde asiático (Asian)              | DNS                        | Não largou (Did not start)                |   |                                      |
| Recorde nacional      | Recorde nacional (National record)           | Recorde europeu       | Recorde europeu (European)            | DNF                        | Não terminou (Did not finish)             |   |                                      |
| Recorde pessoal       | Recorde pessoal do atleta (Personal best)    | Recorde da Oceania    | Recorde da Oceania (Oceania)          | DSQ / DQ                   | Desclassificado (Disqualified)            |   |                                      |
| Recorde da temporada  | Recorde da temporada do atleta (Season best) | Recorde sul-americano | Recorde sul-americano (South America) | NM                         | Sem marca (No mark)                       |   |                                      |